# Eucereon albinota
Eucereon albinota är en fjärilsart som beskrevs av Paul Dognin 1910. Eucereon albinota ingår i släktet Eucereon och familjen björnspinnare. Inga underarter finns listade i Catalogue of Life.